# Wilberforce (Ohio)
Wilberforce is een plaats (census-designated place) in de Amerikaanse staat Ohio, en valt bestuurlijk gezien onder Greene County.

## Demografie
Bij de volkstelling in 2000 werd het aantal inwoners vastgesteld op 1579.

## Geografie
Volgens het United States Census Bureau beslaat de plaats een oppervlakte van
8,1 km², waarvan 8,0 km² land en 0,1 km² water.

## Plaatsen in de nabije omgeving
De onderstaande figuur toont nabijgelegen plaatsen in een straal van 12 km rond Wilberforce.